# Adipicola simpsoni
Espèce
Adipicola simpsoni est une espèce de mollusques bivalves marins de la famille des Mytilidae.